# San H100

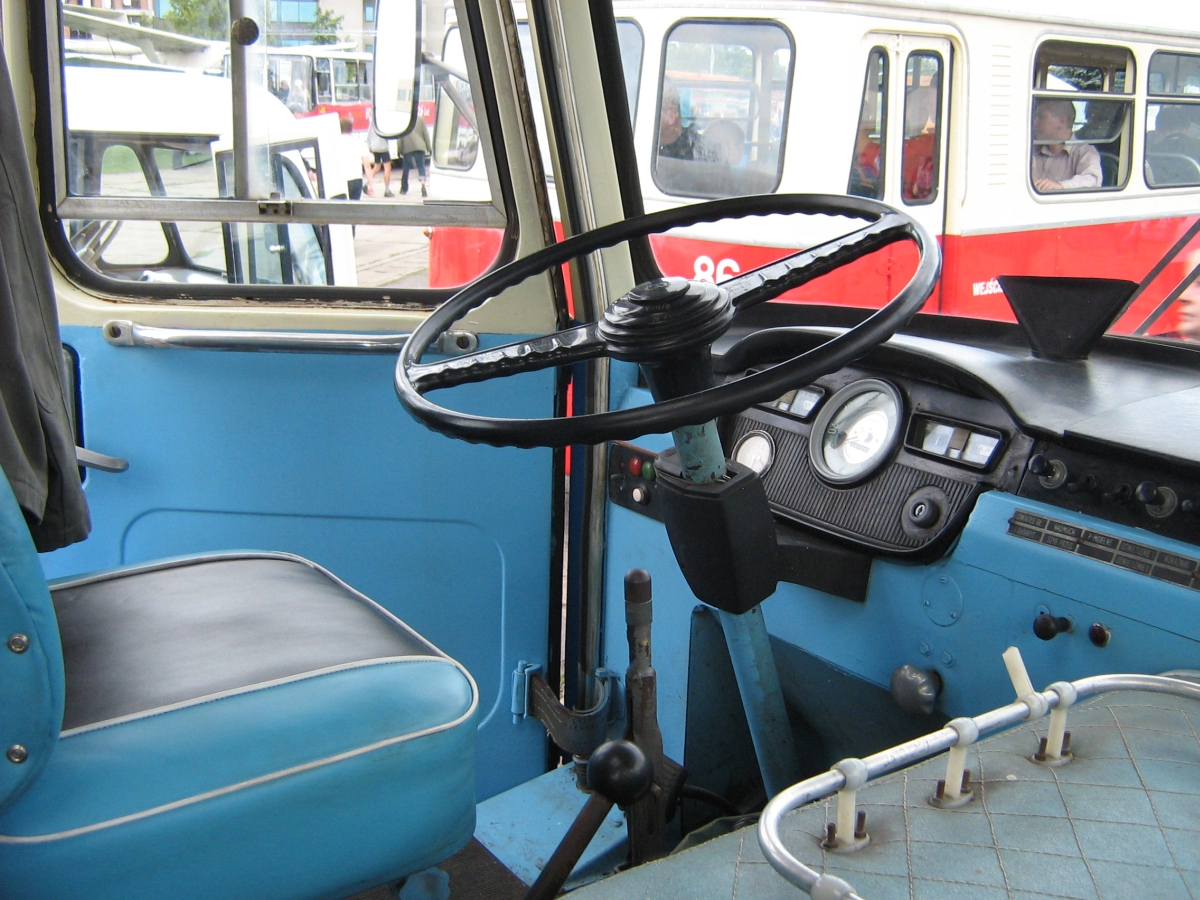
San H100A.1 nr tab. 8082 (prod. 1972) KMKM Warszawa, podczas obchodów 80-lecia komunikacji autobusowej w Krakowie – stanowisko kierowcy. Na drugim planie San H01B MPK Kraków nr tab. 86 (prod. 1959).

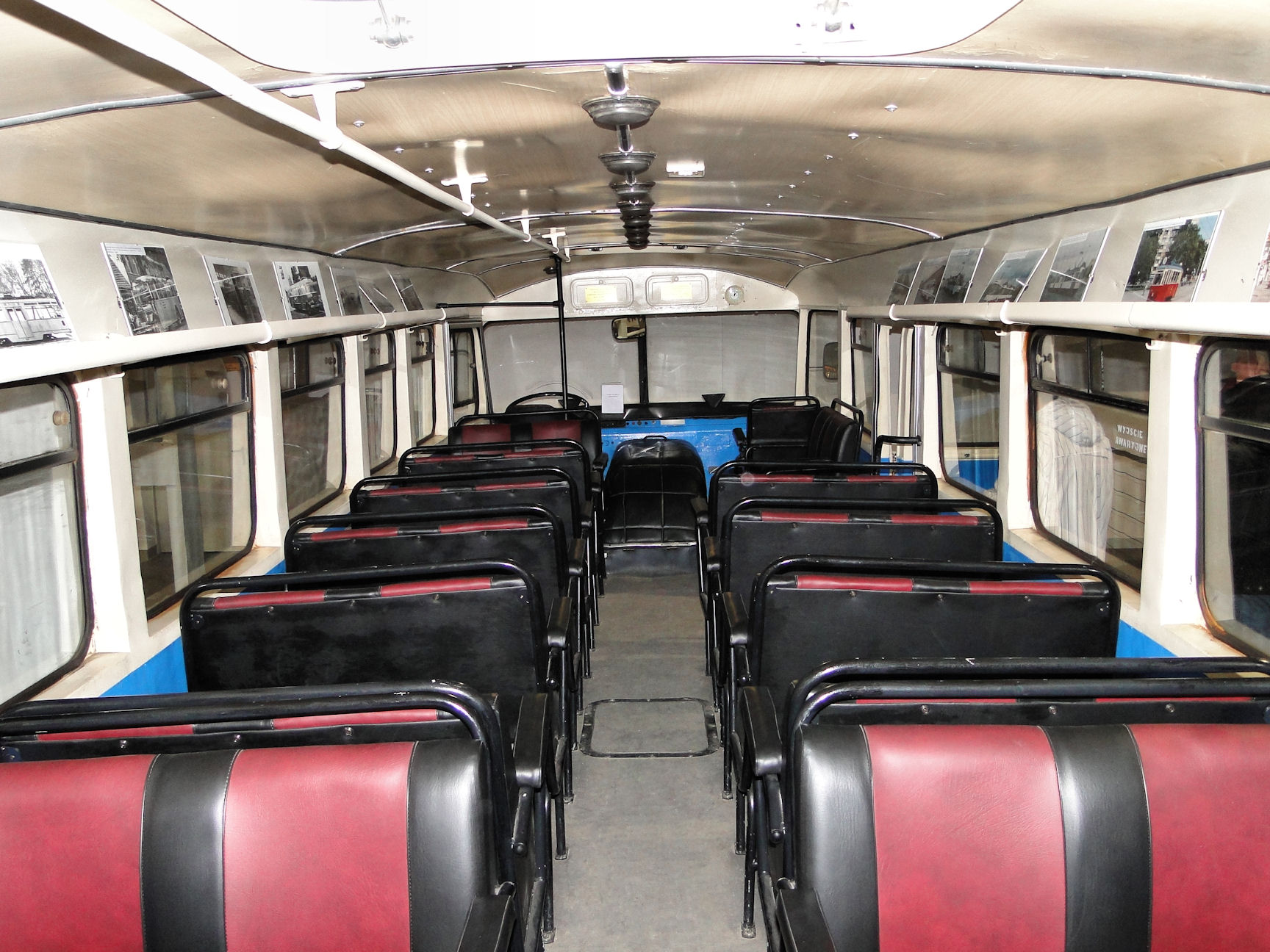
Wnętrze autobusu San H100A z 1968 roku

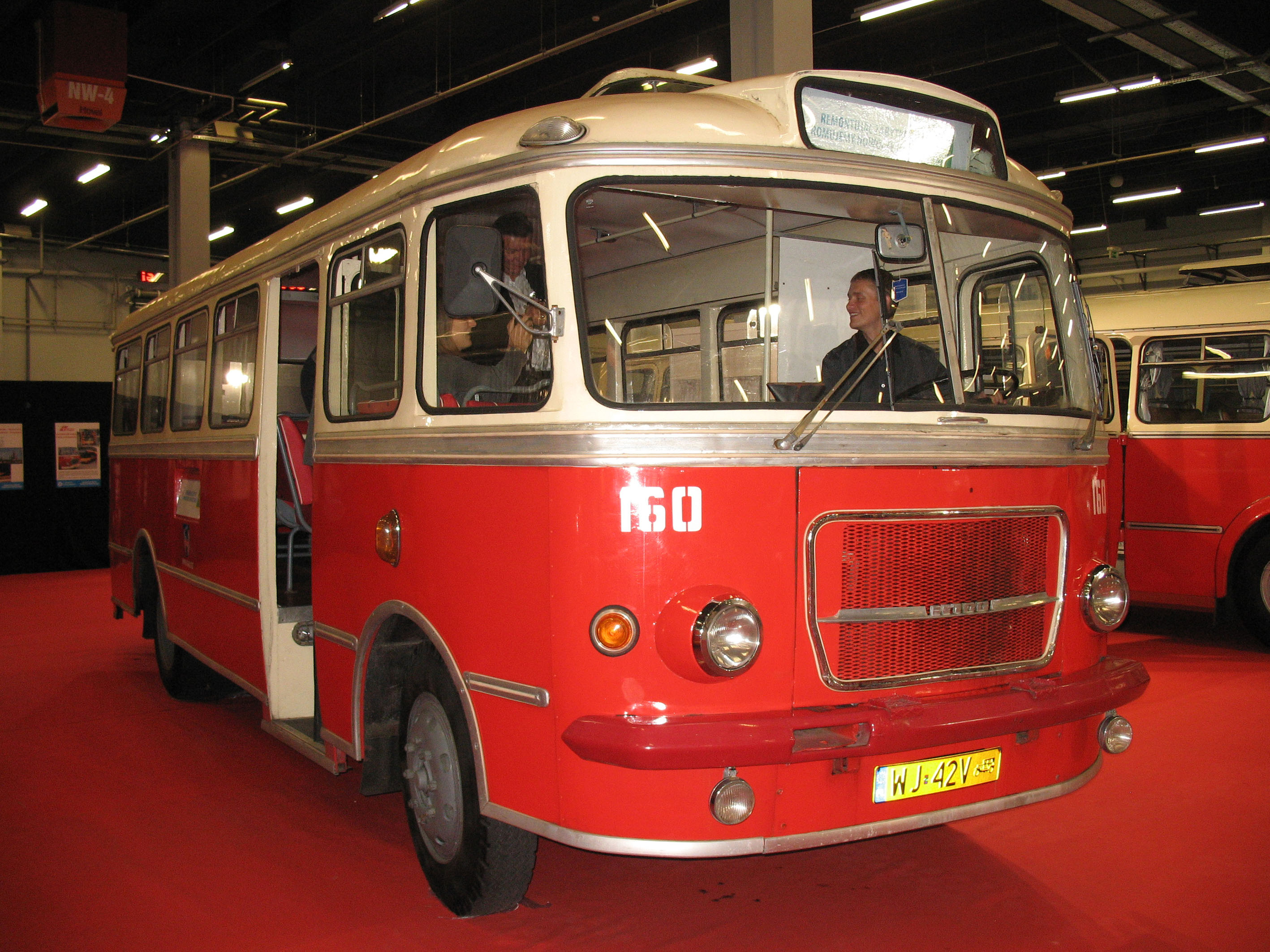
San H100B należący do Klubu Miłośników Komunikacji Miejskiej z Warszawy

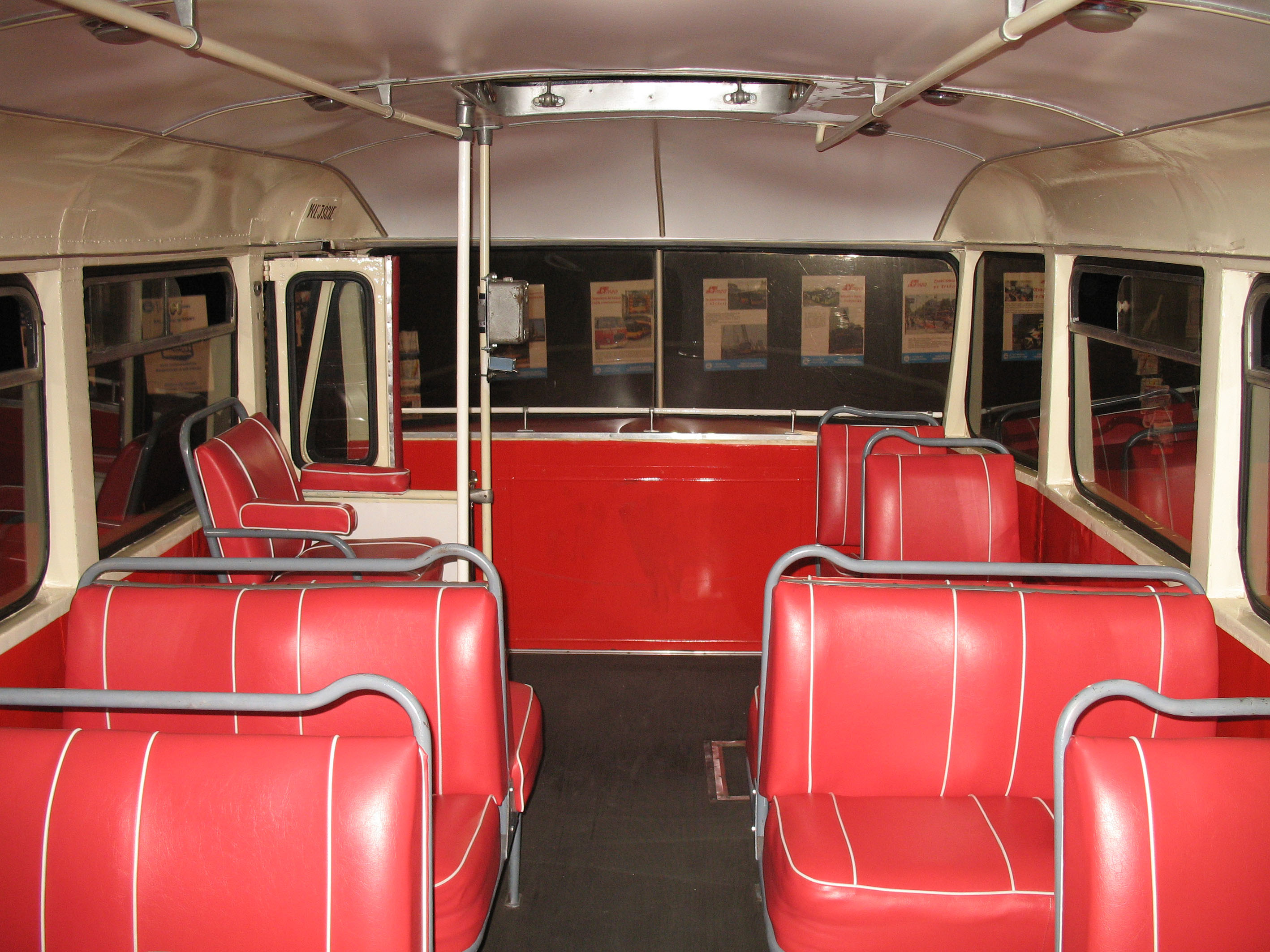
Wnętrze autobusu San H100B z 1973 roku

San H100 – autobus międzymiastowy, zaprojektowany z myślą o PKS (podtyp A) lub dla przedsiębiorstw komunikacji miejskiej (podtyp B), zaprezentowany po raz pierwszy w roku 1966, wytwarzany seryjnie w latach 1967–1974 (wersja miejska produkowana była tylko do roku 1973) przez Sanocką Fabrykę Autobusów (SFA). Był następcą modeli San H01, San H25 oraz San H27.
Łącznie wyprodukowano 23 770 sztuk Sanów H100, w tym 17 897 w wersji międzymiastowej (oznaczenie modelu: H100A) oraz 5873 sztuki w wersji miejskiej (oznaczenie: H100B).

## System numeracji serii H100
Sany H100 z silnikiem "dieslowskim" oznaczone były wyłącznie symbolem nadwozia (H100) z dopiskiem o jego przeznaczeniu (A/B), natomiast egzemplarze wyposażone w silnik benzynowy – symbolem H100.1, gdzie oznaczenie modelu autobusu według przeznaczenia nadwozia (A/B) występowało przed symbolem cyfrowym, wskazującym rodzaj silnika (np. San H100B.1 to model H100 w wersji miejskiej, z pneumatycznymi drzwiami i przednim ekspozytorem tablicy kierunkowej, wyposażony w silnik benzynowy), natomiast San H100A to międzymiastowa odmiana modelu H100, wyposażona w silnik o zapłonie samoczynnym.
Późniejsze modele autobusów były już napędzane wyłącznie olejem napędowym.

## Budowa
Autobus San H100 opracowano w Zakładowym Biurze Konstrukcyjnym SFA kierowanym przez inż. Kazimierza Gałęzę w krótkim czasie kilku miesięcy. Pierwszą partię produkcji podjęto pod koniec 1966 (określono wówczas planowany przebieg tych pojazdów na 500 tys. km). Produkcję autobusów H100 w wersji międzymiastowej rozpoczęto w kwietniu 1967, planując w tym roku wykonać 1100 sztuk, zaś seryjną produkcję podjęto od 1 lipca 1967. W późniejszych miesiącach podjęto także produkcję autobusu w wersji miejskiej.
Pojazd ten w zasadniczy sposób różnił się od poprzedników. Posiadał solidną ramę nośną konstrukcji stalowej nitowanej, pochodzącą z prototypowego autobusu lokalnego SFA-21. W przeciwieństwie jednak do licencyjnych autobusów ramowych rodziny RTO, wytwarzanych w latach 1959–1986 przez Jelczańskie Zakłady Samochodowe w Jelczu-Laskowicach, rama autobusów San nie była gruntowana. Jedynym, stosowanym przez Sanocką Fabrykę Autobusów, zabezpieczeniem antykorozyjnym części ramy i blachownicowych elementów konstrukcyjnych (wraz z ryflowanymi blachami osłonowymi wewnętrznego poszycia ścian bocznych autobusu San H100, które we wcześniejszych – samonośnych – modelach Sana, tj. H01, H25, H26, H27, H30, stanowiły element konstrukcyjny), była cienka warstwa, natryskiwanej w procesie produkcji, masy smołowej.
Tablica rozdzielcza (pulpit), kierunkowskazy przednie, lampy oświetlenia wnętrza oraz zespolone lampy tylne pochodziły od samochodu Warszawa 203/223/204/224, zaś kierunkowskazy boczne i lampy obrysowe – z samochodu Star 25. Układ napędowy przeniesiono z samochodu ciężarowego Star 28.
W związku ze stosunkowo małą pojemnością nadwozia (w modelu H100A wynoszącej trzydzieści trzy miejsca siedzące dla pasażerów, jedno dla obsługi oraz sześć miejsc stojących; w modelu H100B wynoszącej dziewiętnaście miejsc siedzących dla pasażerów, dwa dla obsługi i czterdzieści jeden miejsc stojących), autobusy te można było spotkać głównie na ulicach mniejszych miast. San H100 był pierwszym, w pełni udanym typem autobusu produkowanym w Sanoku, jednocześnie ostatnim sanockim autobusem konstrukcji ramowej.
Należy jednak zwrócić uwagę na fakt, że model H100 był przestarzały, zanim jeszcze trafił do produkcji seryjnej (opracowany w roku 1966, w produkcji od 1967): koncepcja konstrukcji nadwozia z profili ceowych (tzw. ceowników), opartego na nitowanym podwoziu ramowym, wywodzi się bowiem z autobusu Magirus 2 CV 110, bazującego na samochodzie ciężarowym o tej samej nazwie, a zaprezentowanego po raz pierwszy w roku 1919. Paradoksalnie, w momencie prowadzenia prac nad prototypem pierwszego Sana samonośnego – SFA H01-S42-F01 (rok 1955) – koncepcja takiego nadwozia liczyła sobie zaledwie dekadę.
Model H100 dostępny był w dwóch wersjach silnikowych: ZS S-530 A1 A (w modelu H 100, 6,231 dm³, 73,6 kW) i ZI S-474 (w modelu H 100.1; 4,678 dm³, 77,3 kW). Zastosowano jednotarczowe suche półodśrodkowe sprzęgło cierne sterowane mechanicznie. Skrzynia biegów o pięciu przełożeniach była zamocowana w środkowej części autobusu i odbierała napęd ze sprzęgła poprzez rurowy wał napędowy z przegubami krzyżakowymi. Przy czym czwarty bieg był biegiem bezpośrednim, a piąty – nadbiegiem. 
Szkielet pojazdu zbudowano na nitowanej ramie podłużnicowej. Oś przednia była zawieszona na wzdłużnych, półeliptycznych resorach piórowych, uzupełnionych przez dwa hydrauliczne amortyzatory ramieniowe. Tylny most napędowy również był zawieszony na wzdłużnych resorach piórowych uzupełnionych przez gumowe resory dwukuliste. W układzie kierowniczym zastosowano śrubowo-kulkową przekładnię kierowniczą. W układzie hamulcowym zastosowano hydrauliczny hamulec zasadniczy wspomagany pneumatycznie. Bębny hamulcowe kół miały identyczną średnicę 400 mm. Wspomagał je hamulec pomocniczy mechaniczny, taśmowy działający na wał napędowy.
W nadwoziu autobusu H100 zastosowano wiele detali z poprzednich modeli, m.in. szyby, elementy poszycia zewnętrznego czy wywietrzniki dachowe. Wprowadzono drzwi dla kierowcy w lewej ścianie bocznej. Na dachu umieszczono bagażnik o nośności 120 kg. Zastosowano nowe fotele dla 33 pasażerów adaptowane z autobusu Jelcz. Ogółem autobus mógł przewozić do 41 pasażerów. Ogrzewanie wnętrza zapewniał agregat typu Sirocco zasilany olejem napędowym. Długość całkowita wersji międzymiastowej wynosiła 8770 mm, przy rozstawie osi 4530 mm, oraz wysokości (z bagażnikiem) 3050 mm. Masa własna wynosiła 6000 kg. Takie parametry pozwalały na osiąganie prędkości maksymalnej 75 km/h.
Wersja miejska San H100B miała 19 miejsc siedzących dla pasażerów i dwa dla obsługi. Łączna liczba pasażerów wynosiła 62 osoby. Drzwi dla pasażerów były sterowane pneumatycznie. Na ścianie czołowej umieszczono ekspozytor tablicy liniowej (kierunkowej). Pojazd, w przeciwieństwie do wersji międzymiastowej (H100A) nie był wyposażony w schowek podpodłogowy za lewym tylnym nadkolem – jedyne przedziały podpodłogowe Sana H100B to dwie komory techniczne: akumulatorów i webasto, znajdujące się w rejonie przedniego lewego nadkola, poniżej pierwszego (akumulatory) i drugiego (nagrzewnica) okna przestrzeni pasażerskiej. Ze względu na brak bagażnika dachowego wysokość pojazdu w tej wersji wynosiła 2880 mm, zaś masa własna 5700 kg.

## Pojazdy muzealne
Do celów muzealnych zachowano siedem egzemplarzy Sanów H100:
- Towarzystwo Miłośników Miasta Bydgoszczy (Bydgoszcz) – San H100A – autobus oczekuje na remont; rok budowy 1974;
- Prywatne Muzeum Motoryzacji i Techniki w Otrębusach (Otrębusy k. Warszawy) – San H100A – "zimny eksponat", jego remont kapitalny planowany był na rok 2009;
- Szczecińskie Towarzystwo Miłośników Komunikacji Miejskiej (Szczecin) – San H100A – autobus w końcowej fazie remontu kapitalnego. Sprawny; oczekuje na rejestrację. Eksponat Muzeum Techniki i Komunikacji – Zajezdnia Sztuki, zlokalizowanego w hali dawnej zajezdni tramwajowej Niemierzyn;
- Klub Miłośników Komunikacji Miejskiej w Warszawie (Warszawa) – San H100A.1 (benzynowy) o numerze taborowym 8082 (rej. WJ 39Y), nawiązującym do numeracji autobusów socjalnych MZK Warszawa – pojazd sprawny. Wyprodukowany w roku 1972 jako standardowy autobus międzymiastowy, wkrótce przebudowany na potrzeby LWP, z przeznaczeniem na obwoźny gabinet dentystyczny; przekazany Klubowi w roku 2004. Zakończony w roku 2005 remont pojazdu miał na celu przywrócenie jego pierwotnej funkcji – pierwszy egzemplarz zabytkowy odbudowany został na wzór liniowych Sanów H100A eksploatowanych masowo w latach 70. przez PKS. Autobus wpisany przez wojewódzkiego konserwatora zabytków do ewidencji zabytków ruchomych, zarejestrowany jako pojazd zabytkowy (nr rej. WJ 39Y) – wszystkie zewnętrzne i wewnętrzne blachy poszyciowe, konstrukcja nośna i wyposażenie autobusu są oryginalne;
- Klub Miłośników Komunikacji Miejskiej w Warszawie (Warszawa) – San H100B (diesel), sprawny. Wyprodukowany w roku 1973, w ostatniej serii produkcyjnej miejskiej wersji Sanów. W okresie 16 grudnia 1973 (pierwsza rejestracja) – 1983 (?) obsługiwał komunikację miejską jako autobus MZK Kalisz, nosząc numer taborowy 160. Numer ten autobus otrzymał ponownie, po zakończeniu prac remontowych (podczas których przywrócone zostały oryginalne drzwi pasażerskie i elementy wyposażenia, pochodzące z roku 1968). 26 marca 2009, po zakończeniu zaawansowanego remontu generalnego, połączonego z częściową odbudową, autobus otrzymał dopuszczenie do ruchu. Od dnia 31 maja 2009 miejski san stacjonuje na terenie zajezdni KLA przy ul. Majkowskiej w Kaliszu. Autobus wpisany przez konserwatora wojewódzkiego do ewidencji zabytków ruchomych, zarejestrowany jako pojazd zabytkowy (nr rej. WJ 42V);
- osoba prywatna (kolekcjoner pojazdów zabytkowych) z Białegostoku – San H100A – autobus wyremontowany zgodnie z pierwowzorem (drobne zastrzeżenie budzić mogą jedynie: odwrotnie założona, chromowana ramka wokół wlotu powietrza oraz kierunkowskazy boczne z Jelcza 043); sprawny, zarejestrowany;
- osoba prywatna z Przemyśla – San H100B – rok produkcji 1971, autobus oczekuje na remont kapitalny;
- Muzeum Techniki Wojskowej „Gryf” w Dąbrówce k/ Wejherowa[4].